# Catharsius saegeri
Catharsius saegeri är en skalbaggsart som beskrevs av Ferreira 1962. Catharsius saegeri ingår i släktet Catharsius och familjen bladhorningar. Inga underarter finns listade.